# Al Yaquob Tower
Al Yaquob Tower – budowany wieżowiec w Dubaju, w Zjednoczonych Emiratach Arabskich. Planowana wysokość budynku ma wynosić 330 m i posiadać 72 kondygnacje.